# Апостольский викариат Хосанны
Апостольский викариат Хосанны (лат. Vicariatus Apostolicus Hosannensis) — апостольский викариат Римско-Католической церкви с центром в городе Хосанна, Эфиопия. Апостольский викариат Харэра подчиняется непосредственно Святому Престолу. Кафедральным собором апостольского викариата Хосанны является церковь святого Иосифа.

## История
20 января 2010 года Римский папа Бенедикт XVI издал буллу Cum esset petitum, которой учредил апостольский викариат Хосанны, выделив его из апостольского викариата Соддо-Хосанны (сегодня — Апостольский викариат Соддо). Пастырское попечение апостольским викариатом Хосанны было поручено монахам из монашеского ордена капуцинов.

## Ординарии апостольского викариата
- Woldeghiorghis Mathewos (20.01.2010 — по настоящее время).

## Источник
- Annuario Pontificio, Libreria Editrice Vaticana, Città del Vaticano, 2003, ISBN 88-209-7422-3
- Булла Cum esset petitum (лат.)